# Tyga
Tyga, tên thật là Michael Ray Nguyen-Stevenson (sinh ngày 19 tháng 11 năm 1989) là một rapper người Mỹ gốc Việt. Anh ký hợp đồng với nhãn Young Money Entertainment, Cash Money Records, Last Kings và Universal Motown Records .

## Tiểu sử
Tyga, tên thật là Michael Ray Nguyen-Stevenson, lớn lên ở Compton, California, có nguồn gốc từ Jamaica và Việt Nam. Mẹ anh sinh ra ở Việt Nam và mang họ Nguyễn .

## Sự nghiệp
Đầu năm 2007 anh phát hành mixtape đầu tiên của anh Young On Probation, và tham gia vào các sự kiện của Get Wett! Entertainment ở Los Angeles, nơi anh thực sự được biết đến.
Ngoài những mixtape và album riêng, Tyga còn tham gia vào những album chung với những ca sĩ khác của Young Money Entertainment, như We Are Young Money, phát hành năm 2009, đứng hạng 9 U.S. Billboard 200 và hạng 1 nhạc Rap (U.S. Billboard Top Rap Albums)
Tyga còn thiết kế áo và mũ cũng như thành lập một hãng dĩa riêng mang nhãn hiệu Last Kings. Anh trở thành hiện tượng của năm 2010-2011, tham gia vào rất nhiều dự án.

## Nhạc chọn (Mixtape)
- 2007: Young On Probation
- 2008: No Introduction The Series: April 10
- 2008: No Introduction The Series: May 10
- 2008: Slaughter House
- 2009: The Free Album (Hosted by Clinton Sparks)
- 2009: Outraged & Underage (with Young Money Entertainment; Hosted by DJ Ill Will & DJ Rockstar)
- 2009: The Potential (with Young Money Entertainment)
- 2009: Black Thoughts (Hosted by DJ Ill Will & DJ Rockstar)
- 2010: Fan of a Fan (with Chris Brown; Hosted by DJ Ill Will & DJ Rockstar)
- 2010: Well Done (Hosted by DJ Drama)
- 2011: Black Thoughts Vol. 2
- 2011: Well Done 2 (Finish Him)
- 2011: #BitchImTheShit
- 2012: Well Done 3 (Fatality)
- 2012: TBA (Hosted by DJ FRANZEN)

## Album
- 2008: No introduction
- 20/12/2011: Careless World: Rise Of The Last King

## Video
| Năm  | Ca khúc                                                      | Điều hành            | Album                                 |
| ---- | ------------------------------------------------------------ | -------------------- | ------------------------------------- |
| 2008 | "Coconut Juice" (có sự tham gia của Travis McCoy)            | Rage                 | No Introduction                       |
| 2008 | "AIM"                                                        |                      | No Introduction                       |
| 2008 | "Tatted Like a Cholo"                                        | Matt Alonzo          |                                       |
| 2009 | "Live Forever"                                               | Colin Tilley         | Outraged & Underaged                  |
| 2009 | La La La Boom                                                | Nick Andrewes        | Outraged & Underaged                  |
| 2009 | "Cali Love"                                                  | Mickey Finnegan      | Outraged & Underaged                  |
| 2009 | "My Glory"                                                   | Colin Tilley         | The Potential                         |
| 2009 | "Diddy Bop (Freestyle)"                                      |                      | The Potential                         |
| 2009 | "Break Up (Freestyle)"                                       | Jordan Tower         | Black Thoughts                        |
| 2009 | "Young Money"                                                |                      | Black Thoughts                        |
| 2009 | "I Wanna Rock (Freestyle)" (with Brisco)                     | Jordan Tower         | Black Thoughts                        |
| 2010 | "I'm So Raw (Studio Performance)"                            |                      | Fan of a Fan                          |
| 2010 | "Vultures (Freestyle)"                                       | Derick G.            |                                       |
| 2010 | "G Shit" (có sự tham gia của Chris Brown)                    | Alex Nazari          | Well Done                             |
| 2010 | "Be Quiet (Studio Performance)" (with Soulja Boy)            |                      | Well Done                             |
| 2010 | "I'm On It" (có sự tham gia của Lil Wayne)                   | Colin Tilley         | Well Done                             |
| 2010 | "Hard In The Paint (Freestyle)"                              | Alex Nazari          | Well Done                             |
| 2010 | "BMF (Freestyle)"                                            |                      | Well Done                             |
| 2010 | "Maybe (Studio Performance)"                                 |                      | Well Done                             |
| 2010 | "Black & Yellow (Freestyle)"                                 | Jess Jackson         | Well Done                             |
| 2011 | "Regular Girl/Wonder Woman" (có sự tham gia của Chris Brown) | Alex Nazari          | Well Done                             |
| 2011 | "Well Done"                                                  | Alex Nazari          | Well Done                             |
| 2011 | "Hypnotized"                                                 | Brazil               | Black Thoughts 2                      |
| 2011 | "Lap Dance"                                                  | Alex Nazari          | Black Thoughts 2                      |
| 2011 | "Real or Fake" (starring Diddy)                              | Brazil               | Black Thoughts 2                      |
| 2011 | "Reminded" (có sự tham gia của Adele)                        | Alex Nazari          | Black Thoughts 2                      |
| 2011 | "Storm" (có sự tham gia của Stefano Moses)                   | Brazil               | Black Thoughts 2                      |
| 2011 | "First Time"                                                 | Alex Nazari          | Black Thoughts 2                      |
| 2011 | "Snapback Back"                                              | Alex Nazari          | Well Done 2                           |
| 2011 | "Far Away" (Feat. Chris Richardson)                          | Chris Robinson, IREN | Careless World: Rise Of The Last King |
| 2011 | "Tyga Montana"                                               | Crazy Chris Films    | Well Done 3                           |
| 2011 | "Rack City" (First Clip)                                     | Alex Nazari          | Well Done 2                           |
| 2011 | "Heisman" (Feat. Honey Cocaine)                              | Crazy Chris Films    | #BitchImTheShit                       |
| 2011 | "Heisman Part.2" (Feat. Honey Cocaine)                       | Crazy Chris Films    | #BitchImTheShit                       |
| 2011 | "Make It Nasty"                                              | Alex Nazari          | #BitchImTheShit                       |

### Video hợp tác
| Năm  | Ca khúc                                                                                            | Ca sĩ                                     | Điều hành        | Album              |
| ---- | -------------------------------------------------------------------------------------------------- | ----------------------------------------- | ---------------- | ------------------ |
| 2009 | "BedRock" (có sự tham gia của Lil Wayne, Gudda Gudda, Nicki Minaj, Drake, Tyga, Jae Millz & Lloyd) | Young Money                               | Dayo & Lil Wayne | We Are Young Money |
| 2009 | "Roger That" (có sự tham gia của Lil Wayne, Nicki Minaj & Tyga)                                    | Young Money                               | Adam Rush        | We Are Young Money |
| 2011 | "BET Cypher #6"                                                                                    | Chris Brown, Tyga, Kevin McCall, Ace Hood | BET Video        | No Album           |

### Video tham gia
| Năm  | Ca khúc                                                            | Ca sĩ         | Điều hành                   | Album                  |  |
| ---- | ------------------------------------------------------------------ | ------------- | --------------------------- | ---------------------- |  |
| 2009 | "Tattoos & Jewelry (Remix)" (có sự tham gia của TK, Ya Boy & Tyga) | Young Keno    | Jose HG aka Jose Ho-Guanipa |                        |  |
| 2009 | "Cricketz" (có sự tham gia của Tyga)                               | New Boyz      | Mickey Finnegan             | Skinny Jeans and a Mic |  |
| 2010 | "Holla At Me" (có sự tham gia của Tyga)                            | Chris Brown   | Alex Nazari                 | Fan of a Fan           |  |
| 2010 | "Deuces" (có sự tham gia của Tyga & Kevin McCall)                  | Chris Brown   | Colin Tilley                | F.A.M.E.               |  |
| 2010 | "Loyalty" (có sự tham gia của Tyga)                                | Birdman       | Adam Rush                   | Bigger Than Life       |  |
| 2010 | "She Geeked" (có sự tham gia của Tyga & Gucci Mane)                | Sean Garrett  | Mr. Boomtown                | The Inkwell            |  |
| 2011 | "Popular" (có sự tham gia của Tyga)                                | Trai'D        |                             |                        |  |
| 2011 | "Down Low" (có sự tham gia của Tyga)                               | Travis Porter | Alex Nazari                 | Music Money Magnums    |  |
| 2011 | "Keisha" (có sự tham gia của Tyga)                                 | Jawan Harris  |                             |                        |  |

## Đĩa đơn (Singles)
- 2008: Coconut Juice (No Introduction)
- 2009: I'm so raw (Fan Of A Fan)
- 2010: Holla at me (Fan Of A Fan) (Bonus)
- 2010: G Shit (Fan Of A Fan) (Bonus)
- 2010: I'm On It (Careless World: Rise Of The Last King)
- 2010: Hard in the paint (Well Done)
- 2011: Really Raw (có sự tham gia của Pharrell Williams, Snoop Dogg & Game; produced by The Neptunes) (Careless World: Rise Of The Last King)
- 2011: Lap Dance (Black Thoughts 2)
- 2011: Hypnotized (Black Thoughts 2)
- 2011: Far Away (có sự tham gia của Chris Richardson) (Careless World: Rise Of The Last King)
- 2011: T Raww (Well Done 2)
- 2011: Snapback back (Well Done 2)
- 2011: Rack City (Well Done 2)
- 2011: Tyga Montana (Well Done 3)
- 2011: Heisman (Feat. Honey Cocaine)(#BitchImTheShit)
- 2011: Still Got It (Feat. Drake)(Careless World: Rise Of The Last King)
- 2011: Apollyon's Theme (Careless World: Rise Of The Last King)
- 2011: Make It Nasty (#BitchImTheShit)
- 2011: Pop It (#BitchImTheShit)
- 2011: Heisman Part.2 (Feat. Honey Cocaine) (#BitchImTheShit)
- 2011: The Motto (Remix) (Feat. Drake & Lil Wayne) (#BitchImTheShit)
- 2011: Rack City (Careless World: Rise Of The Last King)
- 2011: Bitch Im The Shit (#BitchImTheShit)

## Singles hợp tác
- 2009: Bedrock (We Are Young Money)
- 2010: Roger That (We Are Young Money)
- 2010: Deuces (Fan of a Fan)
- 2010: Holla @ me (Fan of a Fan)
- 2010: I'm on it (Fan of a Fan)
- 2010: Loyalty (Priceless)
- 2011: Green Goblin (Remix) (No Album)
- 2011: BET Cypher #6